# 電子立国日本の自叙伝
『電子立国日本の自叙伝』（でんしりっこくにっぽんのじじょでん）は、日本のテレビ番組。1991年に、NHK総合のNHKスペシャル枠で放送されたドキュメンタリー番組である。

## 概要
第二次世界大戦後間もなくアメリカ合衆国でトランジスタが発明されたところから、集積回路（IC）の開発とLSI化、日本で昭和40年代から50年代に繰り広げられた電卓市場を巡る激しいシェア争い（いわゆる「電卓戦争」）、そして世界初の1チップMPUであるIntel 4004の開発秘話など、1980年代末までの日米における半導体開発の歴史を追った作品である。
本番組の冒頭では、当時半導体生産額のシェアが全盛期だった日本が、外国、中でも米国の技術を模倣して成り上がったと揶揄される事に対して、果たして真似だけでここまでできるだろうか、米国を凌駕するところまでゆくだろうか、或いは真似ならば他の国でもできるだろうが、その中で日本は何故成功したのか、それを突き詰めたいとしている。
ジョン・バーディーンやジャック・キルビー、ロバート・ノイス、嶋正利らを筆頭に、トランジスタ誕生後のエレクトロニクス史において欠かすことのできない多くの人物にインタビューを行っているほか、再現映像も多いが、半導体の製造に関する貴重な映像を多数紹介している。
本番組の製作意図の一つとして、トランジスタの誕生期にそれに関わった証人にインタビューする、ということがある。この時を逃せば、これだけ多くの人にインタビューをできる機会はもうないだろうとまず考えたという相田洋ディレクターの述懐通り、実際にノイスは収録後放映前の1990年6月3日に亡くなり、バーディーンも第1回の放映直後の1991年1月30日に死去している。
番組中で度々登場する、アナウンサーの三宅民夫とディレクターの相田洋との軽妙な掛け合いトークも話題となった。
番組は1991年の第22回（平成3年度）科学放送賞（科学放送振興協会主催、高柳記念財団後援）でグランプリの高柳記念賞を受賞したほか、第29回ギャラクシー大賞（放送批評懇談会主催）を受賞、1992年3月に開催された「国際科学技術映像祭 92 東京」（日本科学技術振興財団・映像文化製作者連盟等主催）で「第1回 新・石器時代」が産業部門・銀賞を受賞、第6回東京クリエイション情報発信賞（日本ファッション協会主催）を受賞した。他にSFファンが投票する星雲賞で第23回（1992年度）のノンフィクション部門を受賞している。またディレクターの相田は、この番組を含む「優れたドキュメンタリー番組の制作」に対する功績で1991年に放送文化基金賞個人賞を、1992年に第42回（平成3年度）芸術選奨文部大臣賞を受賞している。
全6回ともNHKアーカイブスやNHKオンデマンドで視聴可能となっている。

## 番組構成
第1回で半導体技術の基礎となる高純度技術と微細加工技術を取り上げ、第2～5回に掛けてトランジスタの発明から集積回路の発明、マイクロコンピュータの開発までを追う。第6回は周辺技術を紹介する。
第1回 新・石器時代 ～驚異の半導体産業～
1991年1月27日放送（放送時間：60分）
ノルウェーで採取された珪石を精製し、現代エレクトロニクスを支える電子部品の材料となる高純度のシリコンウェハーを作る過程と、ウェハーに電子回路を焼き付けていく過程を、実際のDRAM工場内部の製造ラインの映像を交えながら描く。
第2回 トランジスタの誕生
1991年3月24日放送（放送時間：89分）
ベル研究所でトランジスタが開発されて以降、量産に難航した点接触型トランジスタから、プレーナー型トランジスタへ移行するきっかけとなったエピソードの紹介、日本企業が量産に乗り出す際の苦心を描く。
第3回 石になった電気回路
1991年3月31日放送（放送時間：89分）
ジャック・キルビー、そしてロバート・ノイスが発明した集積回路を取り上げる。
第4回 電卓戦争
1991年7月28日放送（放送時間：89分）
カシオ計算機のリレー式計算機、シャープのトランジスタ式電卓、テキサス・インスツルメンツ社の電卓用1チップLSI（TMS0100系）を使った電卓、カシオ計算機の「カシオミニ」を経て、トランジスタ式電卓が誕生し、放映当時までの30年弱の間に、50万円を超えていた価格が1000円前後まで下がり、机の半分ほどの面積を占有し20～30kgもあった筐体がカードサイズになるまで安く・小さく、そして大量に生産される様になった様を追い、電卓の量産技術が確立するまでを描く。
第5回 8ミリ角のコンピューター
1991年8月25日放送（放送時間：69分）
電卓用LSIの開発を契機として嶋正利らによりIntel 4004などのマイクロコンピュータが誕生した様子と、その発達を描く。
第6回 ミクロン世界の技術大国
1991年9月29日放送（放送時間：99分）
半導体製品を支える、チップの切断機械（ダイシングソー）、リードフレームの製造技術などの工業技術を取り上げる。ディスコ・新川・ニコン・三井ハイテック等の企業が登場。また、初回放送前に逝去したロバート・ノイスの葬儀の様子とインタビューが放送されている。

## スタッフ
- 語り：三宅民夫（アナウンサー）
- 企画・編集：相田洋（ディレクター）
- 取材：伊藤真、古賀龍威智郎
- 撮影：澤中淳
- 照明：坂本光正
- 音声：富永光幸
- 技術：小林悟
- 音響効果：斉藤実
- 海外リサーチ：野口修司
- 美術：藤田惣一郎
- CG：岩田智佐子
- 構成：相田洋（1-5回）、行成卓巳（第6回）
- 制作：大井徳三、北原俊史（4-6回）
- 制作・著作：NHK
- 制作協力：NHKエンタープライズ

※肩書きは当時のもの

## テーマ曲
- The Open Road
  - 作曲 Howard Fredrics
  - アルバム"American Images"（LP 1988 OMNIMUSIC）収録[9]。

## 放送後
続編として『新・電子立国』が制作されている。『電子立国日本の自叙伝』はデバイス（半導体素子）の発達史であり、日本における黎明期から「追いつけ追い越せ」の時代を通して、DRAMで世界を制した時代まで、という日本での歴史を軸に構成されていたのに対して、続編はソフトウェアの発達史であり、日本のみならず米国、そして世界のソフト業界も含めて紹介した。そのため、続編には「日本の自叙伝」の副題は無い。マイクロソフト社長（当時）のビル・ゲイツに出演を依頼する際には、本番組のダイジェスト版を見せて、「今度、これのソフトウェア版を作るのだが、ぜひ協力してもらえないか」という主旨で依頼して出演を取り付けた。
後代においては、全盛期の日本の電子産業を表す時「電子立国」の言葉が使われることがある。

## 書籍
日本放送出版協会（現・NHK出版）よりハードカバーで全4巻、新書版は「NHKライブラリー」シリーズで全7巻が発売されている。また、コミックが全1巻で発売されている。

### ハードカバー
- 相田洋『NHK 電子立国日本の自叙伝［上］』日本放送出版協会、1991年8月20日。ISBN 4-14-008791-9。
- 相田洋『NHK 電子立国日本の自叙伝［中］』日本放送出版協会、1991年12月20日。ISBN 4-14-008792-7。
- 相田洋『NHK 電子立国日本の自叙伝［下］』日本放送出版協会、1992年2月20日。ISBN 4-14-008793-5。
- 相田洋『NHK 電子立国日本の自叙伝［完結］』日本放送出版協会、1992年5月30日。ISBN 4-14-080019-4。

### 新書版
- 相田洋『電子立国日本の自叙伝 1』日本放送出版協会〈NHKライブラリー7〉、1995年11月。ISBN 4-14-084007-2。
- 相田洋『電子立国日本の自叙伝 2』日本放送出版協会〈NHKライブラリー8〉、1995年11月。ISBN 4-14-084008-0。
- 相田洋『電子立国日本の自叙伝 3』日本放送出版協会〈NHKライブラリー9〉、1995年12月。ISBN 4-14-084009-9。
- 相田洋『電子立国日本の自叙伝 4』日本放送出版協会〈NHKライブラリー10〉、1996年1月。ISBN 4-14-084010-2。
- 相田洋『電子立国日本の自叙伝 5』日本放送出版協会〈NHKライブラリー11〉、1996年2月。ISBN 4-14-084011-0。
- 相田洋『電子立国日本の自叙伝 6』日本放送出版協会〈NHKライブラリー12〉、1996年3月。ISBN 4-14-084012-9。
- 相田洋『電子立国日本の自叙伝 7』日本放送出版協会〈NHKライブラリー13〉、1996年4月。ISBN 4-14-084013-7。

### コミック
- 相田洋 原作、幸森軍也 構成、風忍 画『コミックNHK電子立国日本の自叙伝―トランジスタへの挑戦』日本放送出版協会、1998年6月12日。ISBN 4-14-005296-1。

## ビデオ
映像ソフトは1992年にNHKソフトウェア（現・NHKエンタープライズ）から「NHKスペシャル 電子立国日本の自叙伝」としてVHSソフト全4巻が発売されたが、1巻あたりの収録時間55分に収めるために大半のシーンが削除・編集されている（絶版）。
1993年にはバンダイビジュアルよりTV放送分の全6回を収録したLDソフトが上巻・中巻・下巻の3巻に分けて発売され（絶版）、2009年3月にはNHKエンタープライズから単品DVD、および相田洋のコメント付きリーフレットを封入したDVD-BOXが発売された。なお、『第6回 ミクロン世界の技術大国』においては、ソフト化の際に一部シーンがカットされている。

### VHS
『NHKスペシャル 電子立国日本の自叙伝』、発行：NHKソフトウェア、協力：NHK、制作協力：NHKエンタープライズ。各巻カラー（一部モノクロ）55分。以下は各巻のサブタイトルと収録内容。
- 第1巻 驚異の半導体産業（NCID BN07486154）
日本の半導体産業は、いかにしてアメリカを凌駕するにいたったか
- 第2巻 ゼロからの出発（NCID BN0748637X）
失敗を繰り返しながらもアメリカに追いついてゆく半導体技術者たちの苦闘の歴史
- 第3巻 電卓戦争（NCID BN07486642）
企業が技術という武器でしのぎを削った電卓開発競争が、半導体産業に果たした役割
- 第4巻 8ミリ角のコンピューター（NCID BN07486711）
現代の電子機器の知能「マイクロプロセッサー」の研究開発にまつわる苦悩の歴史を描く

### LD
『NHKスペシャル 電子立国日本の自叙伝』、発売・販売元：バンダイビジュアル、編集：NHK、制作協力：NHKエンタープライズ、発行：NHKソフトウェア。（NCID BN12510225）
上巻
1993年5月21日発売、BELL-562、NTSC、カラー（一部モノクロ）/デジタルモノラル/CLV 4面（長時間ディスク）/150分。
第1回 新・石器時代 驚異の半導体産業/第2回 トランジスタの誕生を収録。
中巻
1993年6月21日発売、BELL-564、NTSC、カラー（一部モノクロ）/デジタルモノラル/CLV 4面（長時間ディスク）/180分。
第3回 石になった電気回路/第4回 電卓戦争を収録。
下巻
1993年7月22日発売、BELL-581、NTSC、カラー（一部モノクロ）/デジタルモノラル/CLV 4面（長時間ディスク）/167分。
第5回 8ミリ角のコンピューター/第6回 ミクロン世界の技術大国を収録。

### DVD
『NHKスペシャル 電子立国日本の自叙伝』
- 単品DVD（2009年3月27日発売、画面サイズ4:3、カラー（一部モノクロ））
  - 第1回 新・石器時代 ～驚異の半導体産業～（収録時間：60分、NSDS-13058）
  - 第2回 トランジスタの誕生（収録時間：89分、NSDS-13059）
  - 第3回 石になった電気回路（収録時間：89分、NSDS-13060）
  - 第4回 電卓戦争（収録時間：89分、NSDS-13061）
  - 第5回 8ミリ角のコンピューター（収録時間：69分、NSDS-13062）
  - 第6回 ミクロン世界の技術大国（収録時間：98分、NSDS-13063）
- DVD-BOX（2009年03月27日発売、DVD6枚組、画面サイズ4:3、カラー（一部モノクロ）、計493分収録、NSDX-13064）、BOX購入特典：リーフレット（『電子立国 日本の自叙伝』ディレクター・相田 洋コメント）[12]
- DVD-BOX（2018年10月26日発売、DVD6枚組、画面サイズ4:3、カラー（一部モノクロ）、計487分収録、NSDX-23201）[13]

### チャプター
※LDソフトにおけるチャプターに基づく
第1回 新・石器時代 ～驚異の半導体産業～
1. オープニング
2. 解説・半導体とは何か
3. 珪石・二酸化シリコンの採掘
4. 粉末シリコンの生成過程
5. 解説・粉末シリコン
6. 超高純度シリコンの生成過程
7. 解説・多結晶シリコンと単結晶シリコン
8. 単結晶棒の引き上げ過程（日本シリコン生野工場[注 5]）
9. 単結晶棒からシリコンウェハーへ
10. 解説・シリコンチップの構造
11. シリコンウエハー表面へのトランジスタのつくり込み過程
12. 半導体の大量生産・三菱電機西条工場[注 6]の概要
13. 解説・空気フィルタ
14. ナトリウム除去のシステム
15. クリーン・ルームでのトランジスタ製造工程
16. シリコンチップの切り離し・金線接続・樹脂封入・検査工程
17. 結び・次回予告
18. エンディング

第2回 トランジスタの誕生
1. オープニング
2. 解説・真空管からトランジスタへ
3. 点接触型トランジスタの発明
4. 解説・点接触型トランジスタのしくみ
5. 敗戦日本のパイオニア達
6. 鳩山トランジスタの再現
7. 黄鉄鉱を使っての実験
8. ゲルマニウムの生成・ゾーン・リファイニング技術
9. 解説・単結晶について
10. 単結晶引き上げの成功
11. 日本における単結晶引き上げの研究
12. バケツを利用したゲルマニウム純化装置
13. 点接触型トランジスタから接合型トランジスタへ
14. 解説・接合型トランジスタのしくみ
15. 接合型トランジスタから成長型トランジスタ・合金型トランジスタへ
16. トランジスタと戦後日本の技術者達
17. 当初のゲルマニウム切断技術
18. 渡米した日本技術者
19. 日本における量産型ゲルマニウム・単結晶の生成
20. 現在のゲルマニウムの需要
21. 合金型トランジスタ用自動ボンディング装置
22. 解説・日本のトランジスタ産業
23. 日本初のトランジスタラジオができるまで
24. トランジスタラジオの量産
25. 石炭排ガス液からのゲルマニウム抽出
26. 結び・次回予告
27. エンディング

第3回 石になった電気回路
1. オープニング
2. 解説・真空管モジュール
3. トランジスタガール～歩留まりとの闘い
4. ゲルマニウム――湿度の克服
5. 解説・ゲルマニウムからシリコンへの移行
6. 偶然による酸化膜の発見
7. 解説・シリコン結晶製造の4つの方法
8. 太陽電池の製造手段として利用されたガス拡散法
9. 高純度シリコン製造（四日市・高純度シリコン社）
10. 解説・イレブンナインのシリコン
11. イレブンナインのシリコンへの挑戦（水俣・チッソ）
12. 解説・舶来シリコン崇拝
13. シリコンバレー――ウィリアム・ショックレーと若き研究者たち
14. 裏切りの若者たち――フェアチャイルド社設立
15. メサ型トランジスタの構造と製造過程
16. メサ型からプレーナー型トランジスタへ
17. プレーナー型トランジスタの構造
18. 解説・ジャック・キルビーの集積回路とロバート・ノイスの集積回路
19. 電子部品の小型化の推進力となったロケット開発
20. 解説・ミニットマンミサイル用のコンピューターと空軍
21. 国産初の集積回路
22. 低温表面処理技術（プレーナー型特許への対抗から生まれた新たな技術）
23. アポロ11号を支えた超小型誘導コンピューターシステム
24. アメリカの電子技術会議に殺到した日本人
25. 結び
26. 次回予告～エンディング

第4回 電卓戦争
1. オープニング
2. 解説・電卓の歴史――手動式計算機・電動式計算機・リレー式計算機
3. 解説・2進法による仕組み
4. 電卓開発の時代背景と各社から発売された電卓
  - アレフゼロ101（大井電気）、キヤノーラ130（キヤノン）、コンペットCS-10A（シャープ）
5. 電子計算機をめぐる各社の競争――関係者の証言
6. リレー式計算機からトランジスタ計算機への転換
  - カシオ001型（カシオ）、アニタマーク9（サムロックコンフトメーター）、ビジコン161（ビジコン）
7. 解説・集積回路の軍事宇宙用から民生化への流れ
8. アメリカでのポケット型電卓の開発・関係者の証言と当時の電卓・演算用IC
9. 日本のポケット型電卓の開発・関係者の証言
  - コンペットCS-31A（シャープ）、バイポーラIC（三菱）
10. 解説・ICの集積度競争―MOS型トランジスタ
11. 解説・MOS型トランジスタの歩留まり悪化の苦闘と克服
12. 電卓用MOSLSIの開発
13. 解説・4相レシオレスMOS回路の論理
14. 電卓用MOSLSI（ロックウェル社）の完成
15. 電卓戦争本格化・関係者の証言と各社のCM
16. 電卓用ワンチップLSIとマイコンを使った電卓の登場
17. 電卓の低価格化への挑戦
18. 解説・新技術の開発――液晶電卓の登場
19. 工場の大型化と導入技術の多様化
20. 結び
21. 次回予告～エンディング

第5回 8ミリ角のコンピューター
1. オープニング
2. 解説・マイクロコンピューターの仕組み（RAM、ROM、CPU）
3. フェアチャイルド神話の崩壊とインテル社設立
4. 解説・メモリーとは――コアメモリーと半導体メモリー
5. LSIによるストアード・プログラム式電卓の開発
6. 解説・ソフトプログラムで駆動する電卓の回路図
7. マクロからマイクロな命令――マイクロプロセッサの発想へ
8. 解説・テッド・ホフの電卓回路図
9. 世界初のマイクロプロセッサ誕生――インテル4004
10. マイクロプロセッサ輸入で直面した障害
11. インテル4004のシミュレーション・テスト
12. 日常生活へ広がるマイクロプロセッサの製品
13. 8ビット・マイクロプロセッサの登場――インテル 8080、ミューコム8
14. 解説・半導体チップ法、回路配置法
15. 筑波学園都市・インテルジャパン社の作業システム
16. 16ビット・マイクロコンピューターの全貌――インテル87C196MD
17. 解説・メモリー・チップとマイクロプロセッサの顕微鏡映像
18. 解説・マイクロプロセッサ日本製応用商品
19. 結び
20. 次回予告～エンディング

第6回 ミクロン世界の技術大国
1. オープニング
2. 半導体工場の賀詞交換会のもよう
3. セミコンウェストショー（シリコンバレー）
4. 日本の初期半導体産業を支えた周辺技術（西ケ原・高橋精機）
5. 生産ラインの機器確保・関係者の証言
6. 厚さ5ミクロンのダイヤモンドカッターとその製造過程（ディスコ社）
7. 解説・リードフレーム
8. 半導体・日米技術の競合（セミコンウェストショー）
9. 解説・キャピラリを使ったボンディング技術（キューリック&ソファ社）
10. マイコン使用のボンディング装置（新川社）
11. 超LSIとゴミとの闘い
12. 解説・ゴミの正体・空気中のナトリウム
13. 解説・超クリーンフィルターの濾材
14. ウエハを洗浄する水・超純水
15. 解説・超純水とは――イオン交換樹脂による製造法
16. 半導体工場の排水処理――シリコンバレー地区の地下水汚染地図
17. 水の循環使用（NMBセミコンダクター館山工場）
18. ステッパー（回路図面転写装置）のしくみ
19. 電子ビームが描く幅1.5ミクロンの線
20. 各地の工場での振動対策（富士通中八番工場、九州日本電気[注 7]）
21. アメリカと日本のIC生産ラインの比較
22. 毎年恒例の「超LSI技術研究組合共同研究所」の同窓会のもよう
23. アメリカ版技術研究組合（SEMATECH）
24. ロバート・ノイスの葬儀参列者の弔辞
25. ロバート・ノイスの日本批判
26. 結び・エンディング